# Antilurga alhambrata
Antilurga alhambrata är en fjärilsart som beskrevs av Otto Staudinger 1859. Antilurga alhambrata ingår i släktet Antilurga och familjen mätare. Inga underarter finns listade i Catalogue of Life.